# Albero

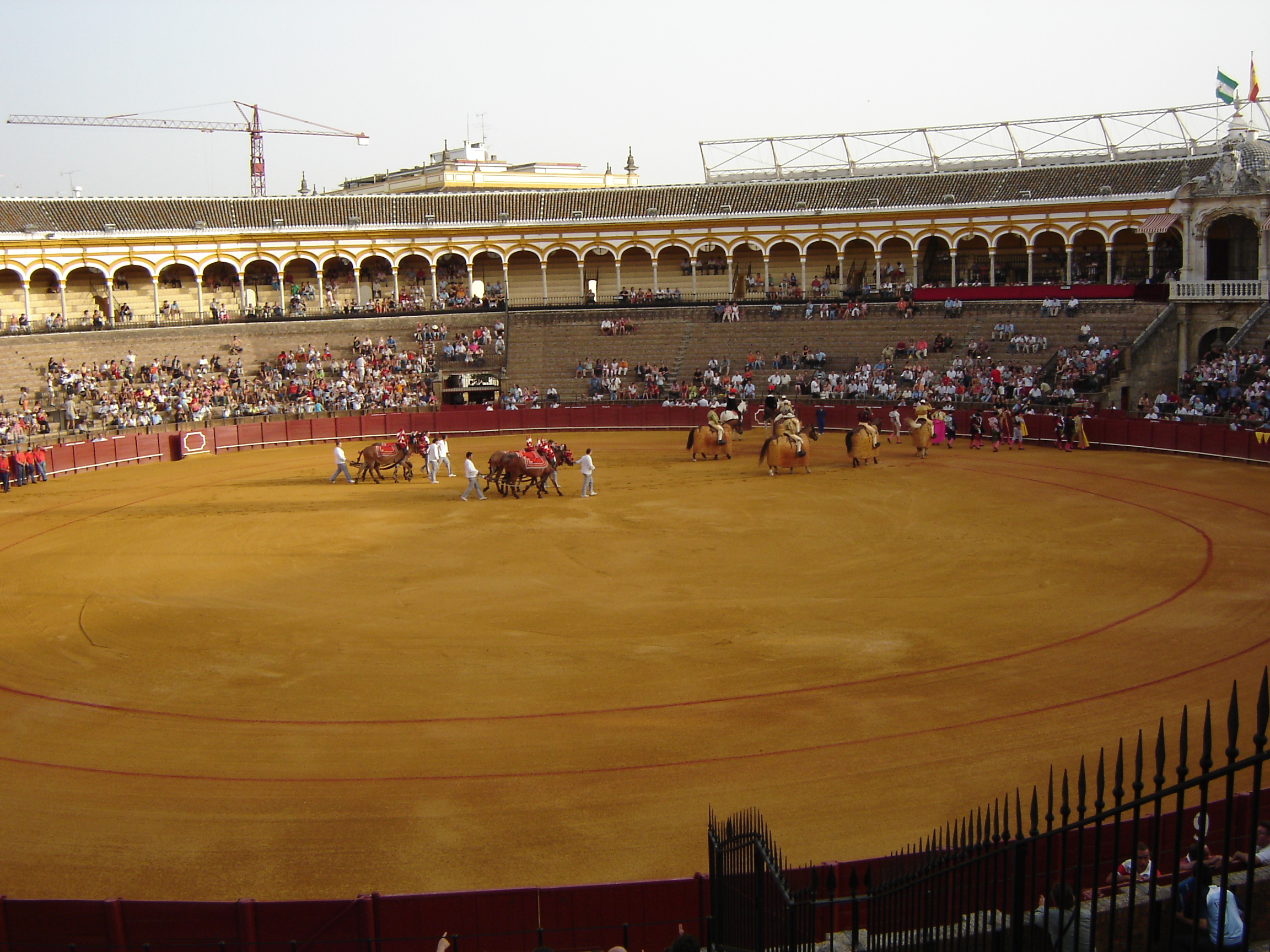
Albero cubriendo el ruedo de la Plaza de toros de la Real Maestranza de Caballería de Sevilla.

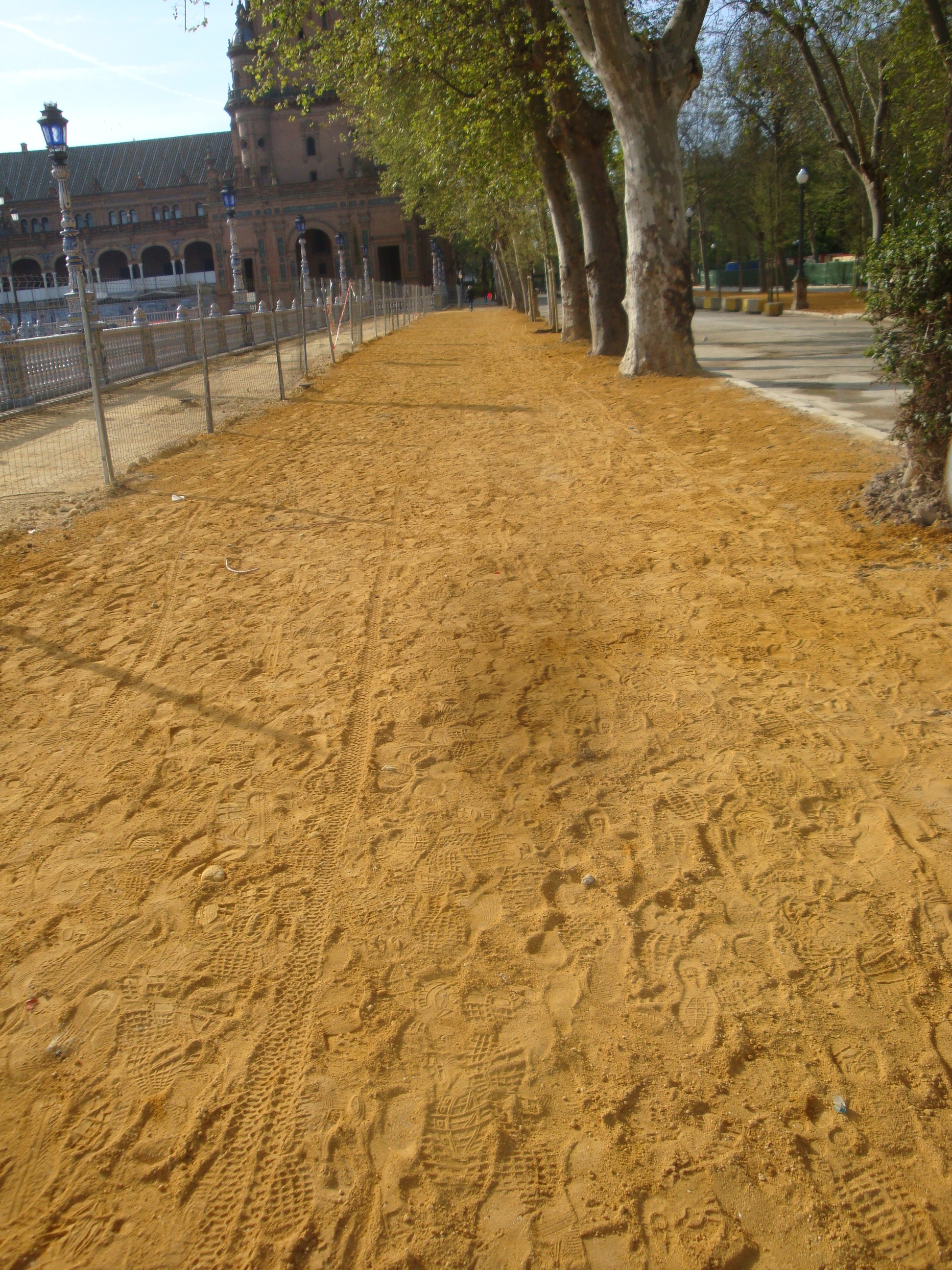
Albero cubriendo un camino por el Parque María Luisa de Sevilla

Recibe el nombre de albero o calcarenita de los Alcores un tipo de roca sedimentaria formada por la acumulación de materiales detríticos de procedencia marina.

## Descripción
El albero se clasifica como un tipo de calcarenita procedente de la comarca de Los Alcores (Andalucía). Se formó en la cuenca del río Guadalquivir (España) en el periodo terciario, hace 5 millones de años. Está formado mayoritariamente por calcita (80%), cuarzo (12%) y otros minerales como filosilicatos (6%), goethita (2%), dolomita y feldespato. Al observarlo de cerca pueden apreciarse fragmentos de conchas marinas. La goethita es la sustancia responsable de su característico color ocre, siendo la concentración de este mineral variable dependiendo de la cantera concreta. El albero se obtiene de canteras situadas en los términos municipales de los pueblos de la comarca de Los Alcores: Alcalá de Guadaíra, Mairena del Alcor, El Viso del Alcor y Carmona (Sevilla, España).

## Usos
Una vez molido y pulverizado puede usarse como relleno, en cimentaciones, jardines o para el ruedo de las plazas de toros.
De uso muy común en los recintos feriales de Andalucía (Véase Sevilla o Córdoba) para cubrir sus calles.
Históricamente se ha utilizado para instalaciones deportivas, por ejemplo campos de fútbol para escalafones inferiores y pistas de tenis.